# 達貢 (加利福尼亞州)
達貢（英語：Dagon）是位於美國加利福尼亞州阿馬多爾縣的一個非建制地區。該地的面積和人口皆未知。

## 地理
達貢的座標為38°20′41″N 120°57′41″W / 38.34472°N 120.96139°W，而該地的平均海拔高度為80米（即262英尺）。